# Чистка зубов

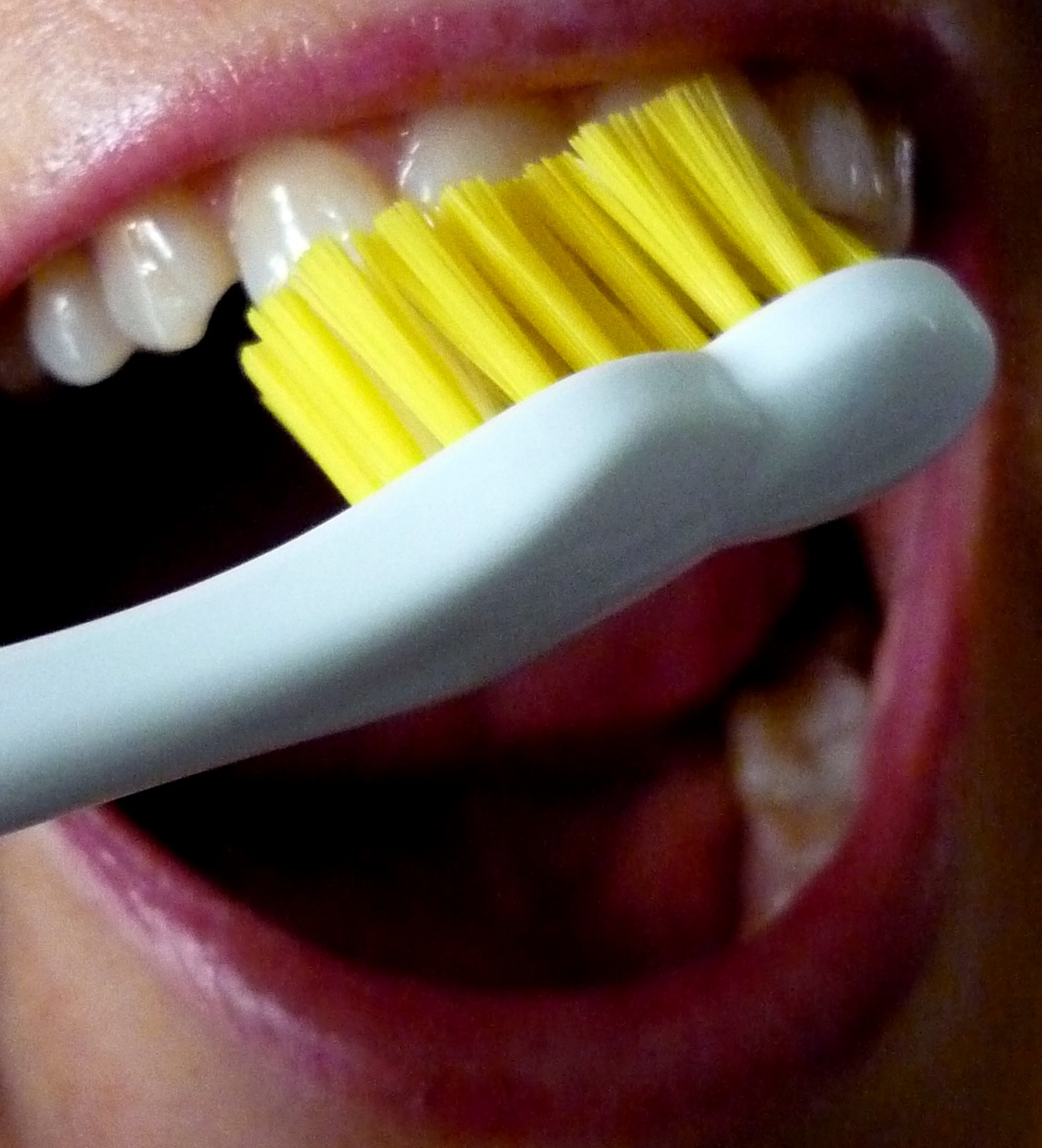
Чистка зубов с помощью зубной щётки

Чи́стка зубо́в — процедура личной гигиены для очистки поверхности зубов от остатков пищи и мягкого зубного налёта, обычно выполняемая с помощью зубной щётки и зубной пасты. Для очистки межзубных пространств может использоваться зубная нить или/и межзубная щётка.
Уход за зубами подразумевает под собой комплекс гигиенических и профилактических мероприятий, направленных на поддержание здоровья полости рта (зубов, дёсен, слизистой). Эти мероприятия можно разделить на индивидуальные (проводятся в домашних условиях) и профессиональные (проводятся в стоматологическом кабинете).

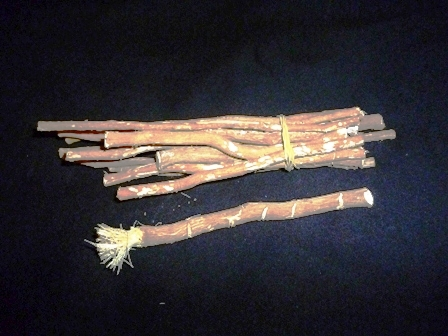
Сивак

## Из истории
В XI веке ал-Газали записал: «Начинают [чистить зубы] с правой стороны, затем — с левой, после чего в таком же порядке [чистят] передние [зубы], вслед за чем приступают [со стороны] нёба и языка. Следует знать, что сивак важен, ибо в предании говорится о том, что один намаз с [использованием] сивака стоит семидесяти намазов без сивака».
Использование сивака для этих целей распространено среди мусульман, а также жителей некоторых регионов и по нынешнее время, причём могут использоваться веточки оливкового (или апельсинового) дерева.
Эта гигиеническая процедура в середине XVII века у московских модниц была подменена чернением зубов с использованием, как писал Сэмюэль Коллинз (личный врач Алексея Михайловича), «меркуриальных белил» (то есть белил на основе ртути).

## Средства гигиены
- Зубные пасты, гели;
- Зубные щётки (механические, электрические, для обработки зубных протезов), флоссы, ирригаторы, стимуляторы полости рта, ёршики;
- Жевательные резинки, конфеты для дезодорирования полости рта;
- Таблетки для обработки зубных протезов, таблетки красящие для выявления зубного налёта;
- Зубные эликсиры, ополаскиватели, дезодоранты;
- Дентальные салфетки;
- Зубной порошок;
- Профессиональная чистка зубов у стоматолога (периодичностью 1—2 раза в год);
- Aнтисептики;
- Зубочистки.

## Основные сведения

### Частота
Хотя существует консенсус, что для поддержания здоровья полости рта достаточно тщательной чистки зубов 1 раз в день, большинство стоматологов рекомендуют пациентам чистить зубы 2 раза в день, поскольку обычно за 1 раз зубы очищаются недостаточно тщательно. Американская стоматологическая ассоциация рекомендует чистить зубы 2 минуты. Основной гигиенической процедурой является вечерняя чистка зубов перед сном.

### Правильная техника
Переднюю и заднюю части зубов следует чистить зубной щёткой под углом 45 градусов к линии дёсен, перемещая щётку взад-вперёд перекатывающим движением, которое соприкасается с линией дёсен и зубом. Чтобы чистить заднюю сторону передних зубов, щётку следует держать вертикально к зубу и перемещать вверх и вниз. Жевательные поверхности зубов чистятся движением вперёд и назад, при этом зубная щётка направлена прямо на зуб. Существует мнение, что неправильная чистка зубов может привести к образованию клиновидного дефекта.

### Чистка зубов перед завтраком/ужином
Одно исследование показало, что чистка зубов сразу после кислой еды (например, диетических газированных напитков и обычных продуктов для завтрака, таких как апельсиновый сок, цитрусовые, сухофрукты, хлеб, выпечка) вызывает больше повреждений эмали и дентина, чем ожидание в течение 30 минут перед чисткой. Смыв кислоты водой (или растворённой пищевой содой) может уменьшить кислотное повреждение, усугубляемое чисткой зубов. Такой же ответ был рекомендован при кислотном рефлюксе и приёме другой кислой пищи. Исследователи и стоматологи пришли к выводу, что следует избегать чистки зубов сразу после употребления кислых напитков. Лучше чистить перед завтраком или ужином. Если чистите зубы после еды, следует подождать не менее получаса, чтобы не повредить зубы.

Если вы хотите защитить свою зубную эмаль, лучше чистить зубы сразу после пробуждения утром, чем после завтрака. Если вам нужно чистить зубы после завтрака, попробуйте подождать от 30 до 60 минут, прежде чем чистить зубы. Чистить зубы утром всякий раз, когда у вас есть возможность, всё же лучше, чем вообще пропускать этап чистки зубов.
Во время посещения пациентом зубоврачебного кабинета стоматолог (или медсестра) может показать наиболее правильный способ чистки зубов.
Особенно проблемными зонами для очистки от налёта являются: внутренняя поверхность нижних резцов (здесь чаще всего образуется зубной камень), внутренняя (язычная) поверхность нижних жевательных зубов и наружная (щёчная) поверхность верхних жевательных зубов, задняя поверхность последних верхних жевательных зубов.
При заболевании дёсен врач может рекомендовать чистить межзубные промежутки специальным ёршиком.
Щётку рекомендуют заменять на новую по мере износа, но не реже, чем каждые 3—4 месяца. Некоторые современные зубные щётки снабжены цветовым индикатором изношенности — цветная полоска щетины, обесцвечивающаяся наполовину примерно через 3 месяца нормального использования.
Чтобы избежать риска переноса инфекции, не рекомендуют пользоваться одной щёткой с кем-то другим, также рекомендуют раздельное хранение зубных щёток.
Кроме чистки зубов щёткой необходимо прочищать промежутки между зубами зубной нитью и регулярно (2 раза в год) посещать зубного врача для профессиональной чистки.
Показаниями для профессиональной чистки могут быть плотный налёт, зубной камень, неприятный запах, который не устраняется гигиеническими средствами, воспаление, кровоточивость, отёчность, пигментные пятна, налёт от кофе, чая, сигарет, пародонтит, пародонтоз, гингивит.
Среди противопоказаний значатся гиперчувствительность зубов, аритмия, воспаление полости рта, простуда, инфекции, хронические болезни в стадии обострения. Также процедура не рекомендуется детям и подросткам.
Не следует использовать чрезмерное количество пасты и с силой давить на щётку. После окончания чистки нужно прополоскать рот, так как глотание зубной пасты может привести к гиперфторированию зубов.
Для оценки качества чистки зубов существуют специальные таблетки для окрашивания зубного налёта, а в стоматологических кабинетах — красящие растворы.
Из-за неправильных (сильных) движений зубной щётки (вверх-вниз, влево-вправо) травмируются десна, мягкий зубной налёт вгоняется в межзубные промежутки и в дёсенные карманы, а зубы в области шеек стачиваются и образуется клиновидный дефект.

## Профессиональная чистка зубов
Зубные отложения твёрдые (зубной камень) и мягкие (пигментированный налёт) лучше удалять в кабинете стоматолога с помощью профессиональных аппаратных методов чистки зубов. К таковым принадлежит ультразвуковая чистка зубов с помощью скалера, а также метод air-flow (удаление пигментированного налёта с поверхности зуба с помощью аэрозоля соды или её аналогов). Время длительности такой процедуры в среднем от 30 минут до часа. Профессиональная чистка зубов должна быть регулярной, но не слишком частой. Достаточной частотой принято считать 1—2 раза в год, в зависимости от качества гигиены полости рта, оцениваемого с помощью гигиенического индекса (ГИ).

## Зубные нити
Зубные нити (флоссы) предназначены для тщательного удаления зубного налёта и остатков пищи из промежутков между зубами. Так как при чистке зубов щёткой налёт из межзубных промежутков не удаляется полностью, то чистка зубов флоссом является по ряду мнений необходимым дополнением. Поэтому чистить зубы флоссом рекомендуется[кем?] после каждого приёма пищи и до чистки зубов. Дантист из Нового Орлеана Леви Спир Пармли в 1819 году даже написал книгу «Практическое руководство по уходу за зубами». В ней он описал 3 важнейших составляющих элементов эффективной гигиены полости рта: зубную щётку, зубную пасту, шёлковую нить.
В систематическом обзоре 2011 года от Кокрейновского сообщества указано, что использование флосса совместно с обычной чисткой может снижать риск гингивита и уменьшать зубной налёт через месяц или 3 использования. В то же время не было найдено подтверждений того, что данная практика снижает риск кариеса.

## Зубные эликсиры (ополаскиватели для рта)
Эликсиры улучшают очищение поверхностей зубов, предупреждают образование зубного налёта, дезодорируют полость рта. Они представляют собой однородную прозрачную жидкость, содержащую биологически активные компоненты, имеют определённый запах и цвет.

## Чистка зубов в культуре
- Птичка Тари — мультфильм Г. Сокольского по сказке Б. Заходера, 1976 год.